# Medal Pamiątkowy Północny
Medal Pamiątkowy Północny (węg. Felvidéki Emlékérem) – odznaczenie wojskowe o charakterze pamiątkowym z czasów regencji Królestwa Węgier, ustanowione 4 listopada 1938. 
Przyznawane było żołnierzom i żandarmom węgierskim za udział w zajmowaniu ziem uzyskanych przy podziale I Republiki Czechosłowacji, na podstawie pierwszego arbitrażu wiedeńskiego z 2 listopada 1938, gdzie Madziarom zwrócono tzw. Południową Słowację i Ruś Zakarpacką z etniczną większością węgierską. 
Patronem medalu, którego wizerunek znalazł się na awersie, był XVIII-wieczny książę siedmiogrodzki Franciszek II Rakoczy, znany z prób zjednoczenia Węgier i powstania antyhabsburskiego, zwanego powstaniem Rakoczego. 
Profil bohatera otaczała łacińska inskrypcja „RAKOCZY DLA OJCZYZNY I WOLNOŚCI” (PRO PATRIA ET LIBERTATE RÁKÓCZI). Na rewersie znajdował się węgierski napis w sześciu rzędach „NA PAMIĄTKĘ WYZWOLENIA PÓŁNOCNYCH WYŻYN WĘGIERSKICH 1938” (A MAGYAR FELVIDÉK FELSZABADULÁSÁNAK EMLÉKÉRE 1938). Medal miał średnicę 35 mm, wykonany był z brązu i mocowany do składanej w trójkąt wstążki w barwach herbowych rodu Rakoczych (niebieski i czerwony). Wstążka miała 40 mm szerokości; przypinano ją do lewej piersi wraz z innymi odznaczeniami.